# 1766
Portal Geschichte | Portal Biografien | Aktuelle Ereignisse | Jahreskalender | Tagesartikel

◄ |
17. Jahrhundert |
18. Jahrhundert
| 19. Jahrhundert | ►

◄ |
1730er |
1740er |
1750er |
1760er
| 1770er | 1780er | 1790er | ►

◄◄ |
◄ |
1762 |
1763 |
1764 |
1765 |
1766
| 1767 | 1768 | 1769 | 1770 | ► | ►►
Staatsoberhäupter  · Nekrolog · Kunstjahr · Literaturjahr · Musikjahr
| Januar | Januar | Januar | Januar | Januar | Januar | Januar | Januar |
| Kw     | Mo     | Di     | Mi     | Do     | Fr     | Sa     | So     |
| ------ | ------ | ------ | ------ | ------ | ------ | ------ | ------ |
| 1      |        |        | 1      | 2      | 3      | 4      | 5      |
| 2      | 6      | 7      | 8      | 9      | 10     | 11     | 12     |
| 3      | 13     | 14     | 15     | 16     | 17     | 18     | 19     |
| 4      | 20     | 21     | 22     | 23     | 24     | 25     | 26     |
| 5      | 27     | 28     | 29     | 30     | 31     |        |        |

| Februar | Februar | Februar | Februar | Februar | Februar | Februar | Februar |
| Kw      | Mo      | Di      | Mi      | Do      | Fr      | Sa      | So      |
| ------- | ------- | ------- | ------- | ------- | ------- | ------- | ------- |
| 5       |         |         |         |         |         | 1       | 2       |
| 6       | 3       | 4       | 5       | 6       | 7       | 8       | 9       |
| 7       | 10      | 11      | 12      | 13      | 14      | 15      | 16      |
| 8       | 17      | 18      | 19      | 20      | 21      | 22      | 23      |
| 9       | 24      | 25      | 26      | 27      | 28      |         |         |

| März | März | März | März | März | März | März | März |
| Kw   | Mo   | Di   | Mi   | Do   | Fr   | Sa   | So   |
| ---- | ---- | ---- | ---- | ---- | ---- | ---- | ---- |
| 9    |      |      |      |      |      | 1    | 2    |
| 10   | 3    | 4    | 5    | 6    | 7    | 8    | 9    |
| 11   | 10   | 11   | 12   | 13   | 14   | 15   | 16   |
| 12   | 17   | 18   | 19   | 20   | 21   | 22   | 23   |
| 1    | 24   | 25   | 26   | 27   | 28   | 29   | 30   |
| 14   | 31   |      |      |      |      |      |      |

| April | April | April | April | April | April | April | April |
| Kw    | Mo    | Di    | Mi    | Do    | Fr    | Sa    | So    |
| ----- | ----- | ----- | ----- | ----- | ----- | ----- | ----- |
| 14    |       | 1     | 2     | 3     | 4     | 5     | 6     |
| 15    | 7     | 8     | 9     | 10    | 11    | 12    | 13    |
| 16    | 14    | 15    | 16    | 17    | 18    | 19    | 20    |
| 17    | 21    | 22    | 23    | 24    | 25    | 26    | 27    |
| 18    | 28    | 29    | 30    |       |       |       |       |

| Mai | Mai | Mai | Mai | Mai | Mai | Mai | Mai |
| Kw  | Mo  | Di  | Mi  | Do  | Fr  | Sa  | So  |
| --- | --- | --- | --- | --- | --- | --- | --- |
| 18  |     |     |     | 1   | 2   | 3   | 4   |
| 19  | 5   | 6   | 7   | 8   | 9   | 10  | 11  |
| 20  | 12  | 13  | 14  | 15  | 16  | 17  | 18  |
| 21  | 19  | 20  | 21  | 22  | 23  | 24  | 25  |
| 22  | 26  | 27  | 28  | 29  | 30  | 31  |     |

| Juni | Juni | Juni | Juni | Juni | Juni | Juni | Juni |
| Kw   | Mo   | Di   | Mi   | Do   | Fr   | Sa   | So   |
| ---- | ---- | ---- | ---- | ---- | ---- | ---- | ---- |
| 22   |      |      |      |      |      |      | 1    |
| 23   | 2    | 3    | 4    | 5    | 6    | 7    | 8    |
| 24   | 9    | 10   | 11   | 12   | 13   | 14   | 15   |
| 25   | 16   | 17   | 18   | 19   | 20   | 21   | 22   |
| 26   | 23   | 24   | 25   | 26   | 27   | 28   | 29   |
| 27   | 30   |      |      |      |      |      |      |

| Juli | Juli | Juli | Juli | Juli | Juli | Juli | Juli |
| Kw   | Mo   | Di   | Mi   | Do   | Fr   | Sa   | So   |
| ---- | ---- | ---- | ---- | ---- | ---- | ---- | ---- |
| 27   |      | 1    | 2    | 3    | 4    | 5    | 6    |
| 2    | 7    | 8    | 9    | 10   | 11   | 12   | 13   |
| 29   | 14   | 15   | 16   | 17   | 18   | 19   | 20   |
| 30   | 21   | 22   | 23   | 24   | 25   | 26   | 27   |
| 31   | 28   | 29   | 30   | 31   |      |      |      |

| August | August | August | August | August | August | August | August |
| Kw     | Mo     | Di     | Mi     | Do     | Fr     | Sa     | So     |
| ------ | ------ | ------ | ------ | ------ | ------ | ------ | ------ |
| 31     |        |        |        |        | 1      | 2      | 3      |
| 32     | 4      | 5      | 6      | 7      | 8      | 9      | 10     |
| 33     | 11     | 12     | 13     | 14     | 15     | 16     | 17     |
| 34     | 18     | 19     | 20     | 21     | 22     | 23     | 24     |
| 35     | 25     | 26     | 27     | 28     | 29     | 30     | 31     |

| September | September | September | September | September | September | September | September |
| Kw        | Mo        | Di        | Mi        | Do        | Fr        | Sa        | So        |
| --------- | --------- | --------- | --------- | --------- | --------- | --------- | --------- |
| 36        | 1         | 2         | 3         | 4         | 5         | 6         | 7         |
| 37        | 8         | 9         | 10        | 11        | 12        | 13        | 14        |
| 38        | 15        | 16        | 17        | 18        | 19        | 20        | 21        |
| 39        | 22        | 23        | 24        | 25        | 26        | 27        | 28        |
| 40        | 29        | 30        |           |           |           |           |           |

| Oktober | Oktober | Oktober | Oktober | Oktober | Oktober | Oktober | Oktober |
| Kw      | Mo      | Di      | Mi      | Do      | Fr      | Sa      | So      |
| ------- | ------- | ------- | ------- | ------- | ------- | ------- | ------- |
| 40      |         |         | 1       | 2       | 3       | 4       | 5       |
| 41      | 6       | 7       | 8       | 9       | 10      | 11      | 12      |
| 42      | 13      | 14      | 15      | 16      | 17      | 18      | 19      |
| 43      | 20      | 21      | 22      | 23      | 24      | 25      | 26      |
| 44      | 27      | 28      | 29      | 30      | 31      |         |         |

| November | November | November | November | November | November | November | November |
| Kw       | Mo       | Di       | Mi       | Do       | Fr       | Sa       | So       |
| -------- | -------- | -------- | -------- | -------- | -------- | -------- | -------- |
| 44       |          |          |          |          |          | 1        | 2        |
| 45       | 3        | 4        | 5        | 6        | 7        | 8        | 9        |
| 46       | 10       | 11       | 12       | 13       | 14       | 15       | 16       |
| 47       | 17       | 18       | 19       | 20       | 21       | 22       | 23       |
| 48       | 24       | 25       | 26       | 27       | 28       | 29       | 30       |

| Dezember | Dezember | Dezember | Dezember | Dezember | Dezember | Dezember | Dezember |
| Kw       | Mo       | Di       | Mi       | Do       | Fr       | Sa       | So       |
| -------- | -------- | -------- | -------- | -------- | -------- | -------- | -------- |
| 49       | 1        | 2        | 3        | 4        | 5        | 6        | 7        |
| 50       | 8        | 9        | 10       | 11       | 12       | 13       | 14       |
| 51       | 15       | 16       | 17       | 18       | 19       | 20       | 21       |
| 52       | 22       | 23       | 24       | 25       | 26       | 27       | 28       |
| 1        | 29       | 30       | 31       |          |          |          |          |

| Januar | Januar | Januar | Januar | Januar | Januar | Januar | Januar |
| Kw     | Mo     | Di     | Mi     | Do     | Fr     | Sa     | So     |
| ------ | ------ | ------ | ------ | ------ | ------ | ------ | ------ |
| 1      |        |        | 1      | 2      | 3      | 4      | 5      |
| 2      | 6      | 7      | 8      | 9      | 10     | 11     | 12     |
| 3      | 13     | 14     | 15     | 16     | 17     | 18     | 19     |
| 4      | 20     | 21     | 22     | 23     | 24     | 25     | 26     |
| 5      | 27     | 28     | 29     | 30     | 31     |        |        |

| Februar | Februar | Februar | Februar | Februar | Februar | Februar | Februar |
| Kw      | Mo      | Di      | Mi      | Do      | Fr      | Sa      | So      |
| ------- | ------- | ------- | ------- | ------- | ------- | ------- | ------- |
| 5       |         |         |         |         |         | 1       | 2       |
| 6       | 3       | 4       | 5       | 6       | 7       | 8       | 9       |
| 7       | 10      | 11      | 12      | 13      | 14      | 15      | 16      |
| 8       | 17      | 18      | 19      | 20      | 21      | 22      | 23      |
| 9       | 24      | 25      | 26      | 27      | 28      |         |         |

| März | März | März | März | März | März | März | März |
| Kw   | Mo   | Di   | Mi   | Do   | Fr   | Sa   | So   |
| ---- | ---- | ---- | ---- | ---- | ---- | ---- | ---- |
| 9    |      |      |      |      |      | 1    | 2    |
| 10   | 3    | 4    | 5    | 6    | 7    | 8    | 9    |
| 11   | 10   | 11   | 12   | 13   | 14   | 15   | 16   |
| 12   | 17   | 18   | 19   | 20   | 21   | 22   | 23   |
| 1    | 24   | 25   | 26   | 27   | 28   | 29   | 30   |
| 14   | 31   |      |      |      |      |      |      |

| April | April | April | April | April | April | April | April |
| Kw    | Mo    | Di    | Mi    | Do    | Fr    | Sa    | So    |
| ----- | ----- | ----- | ----- | ----- | ----- | ----- | ----- |
| 14    |       | 1     | 2     | 3     | 4     | 5     | 6     |
| 15    | 7     | 8     | 9     | 10    | 11    | 12    | 13    |
| 16    | 14    | 15    | 16    | 17    | 18    | 19    | 20    |
| 17    | 21    | 22    | 23    | 24    | 25    | 26    | 27    |
| 18    | 28    | 29    | 30    |       |       |       |       |

| Mai | Mai | Mai | Mai | Mai | Mai | Mai | Mai |
| Kw  | Mo  | Di  | Mi  | Do  | Fr  | Sa  | So  |
| --- | --- | --- | --- | --- | --- | --- | --- |
| 18  |     |     |     | 1   | 2   | 3   | 4   |
| 19  | 5   | 6   | 7   | 8   | 9   | 10  | 11  |
| 20  | 12  | 13  | 14  | 15  | 16  | 17  | 18  |
| 21  | 19  | 20  | 21  | 22  | 23  | 24  | 25  |
| 22  | 26  | 27  | 28  | 29  | 30  | 31  |     |

| Juni | Juni | Juni | Juni | Juni | Juni | Juni | Juni |
| Kw   | Mo   | Di   | Mi   | Do   | Fr   | Sa   | So   |
| ---- | ---- | ---- | ---- | ---- | ---- | ---- | ---- |
| 22   |      |      |      |      |      |      | 1    |
| 23   | 2    | 3    | 4    | 5    | 6    | 7    | 8    |
| 24   | 9    | 10   | 11   | 12   | 13   | 14   | 15   |
| 25   | 16   | 17   | 18   | 19   | 20   | 21   | 22   |
| 26   | 23   | 24   | 25   | 26   | 27   | 28   | 29   |
| 27   | 30   |      |      |      |      |      |      |

| Juli | Juli | Juli | Juli | Juli | Juli | Juli | Juli |
| Kw   | Mo   | Di   | Mi   | Do   | Fr   | Sa   | So   |
| ---- | ---- | ---- | ---- | ---- | ---- | ---- | ---- |
| 27   |      | 1    | 2    | 3    | 4    | 5    | 6    |
| 2    | 7    | 8    | 9    | 10   | 11   | 12   | 13   |
| 29   | 14   | 15   | 16   | 17   | 18   | 19   | 20   |
| 30   | 21   | 22   | 23   | 24   | 25   | 26   | 27   |
| 31   | 28   | 29   | 30   | 31   |      |      |      |

| August | August | August | August | August | August | August | August |
| Kw     | Mo     | Di     | Mi     | Do     | Fr     | Sa     | So     |
| ------ | ------ | ------ | ------ | ------ | ------ | ------ | ------ |
| 31     |        |        |        |        | 1      | 2      | 3      |
| 32     | 4      | 5      | 6      | 7      | 8      | 9      | 10     |
| 33     | 11     | 12     | 13     | 14     | 15     | 16     | 17     |
| 34     | 18     | 19     | 20     | 21     | 22     | 23     | 24     |
| 35     | 25     | 26     | 27     | 28     | 29     | 30     | 31     |

| September | September | September | September | September | September | September | September |
| Kw        | Mo        | Di        | Mi        | Do        | Fr        | Sa        | So        |
| --------- | --------- | --------- | --------- | --------- | --------- | --------- | --------- |
| 36        | 1         | 2         | 3         | 4         | 5         | 6         | 7         |
| 37        | 8         | 9         | 10        | 11        | 12        | 13        | 14        |
| 38        | 15        | 16        | 17        | 18        | 19        | 20        | 21        |
| 39        | 22        | 23        | 24        | 25        | 26        | 27        | 28        |
| 40        | 29        | 30        |           |           |           |           |           |

| Oktober | Oktober | Oktober | Oktober | Oktober | Oktober | Oktober | Oktober |
| Kw      | Mo      | Di      | Mi      | Do      | Fr      | Sa      | So      |
| ------- | ------- | ------- | ------- | ------- | ------- | ------- | ------- |
| 40      |         |         | 1       | 2       | 3       | 4       | 5       |
| 41      | 6       | 7       | 8       | 9       | 10      | 11      | 12      |
| 42      | 13      | 14      | 15      | 16      | 17      | 18      | 19      |
| 43      | 20      | 21      | 22      | 23      | 24      | 25      | 26      |
| 44      | 27      | 28      | 29      | 30      | 31      |         |         |

| November | November | November | November | November | November | November | November |
| Kw       | Mo       | Di       | Mi       | Do       | Fr       | Sa       | So       |
| -------- | -------- | -------- | -------- | -------- | -------- | -------- | -------- |
| 44       |          |          |          |          |          | 1        | 2        |
| 45       | 3        | 4        | 5        | 6        | 7        | 8        | 9        |
| 46       | 10       | 11       | 12       | 13       | 14       | 15       | 16       |
| 47       | 17       | 18       | 19       | 20       | 21       | 22       | 23       |
| 48       | 24       | 25       | 26       | 27       | 28       | 29       | 30       |

| Dezember | Dezember | Dezember | Dezember | Dezember | Dezember | Dezember | Dezember |
| Kw       | Mo       | Di       | Mi       | Do       | Fr       | Sa       | So       |
| -------- | -------- | -------- | -------- | -------- | -------- | -------- | -------- |
| 49       | 1        | 2        | 3        | 4        | 5        | 6        | 7        |
| 50       | 8        | 9        | 10       | 11       | 12       | 13       | 14       |
| 51       | 15       | 16       | 17       | 18       | 19       | 20       | 21       |
| 52       | 22       | 23       | 24       | 25       | 26       | 27       | 28       |
| 1        | 29       | 30       | 31       |          |          |          |          |

## Ereignisse

### Politik und Weltgeschehen

#### Madrider Hutaufstand

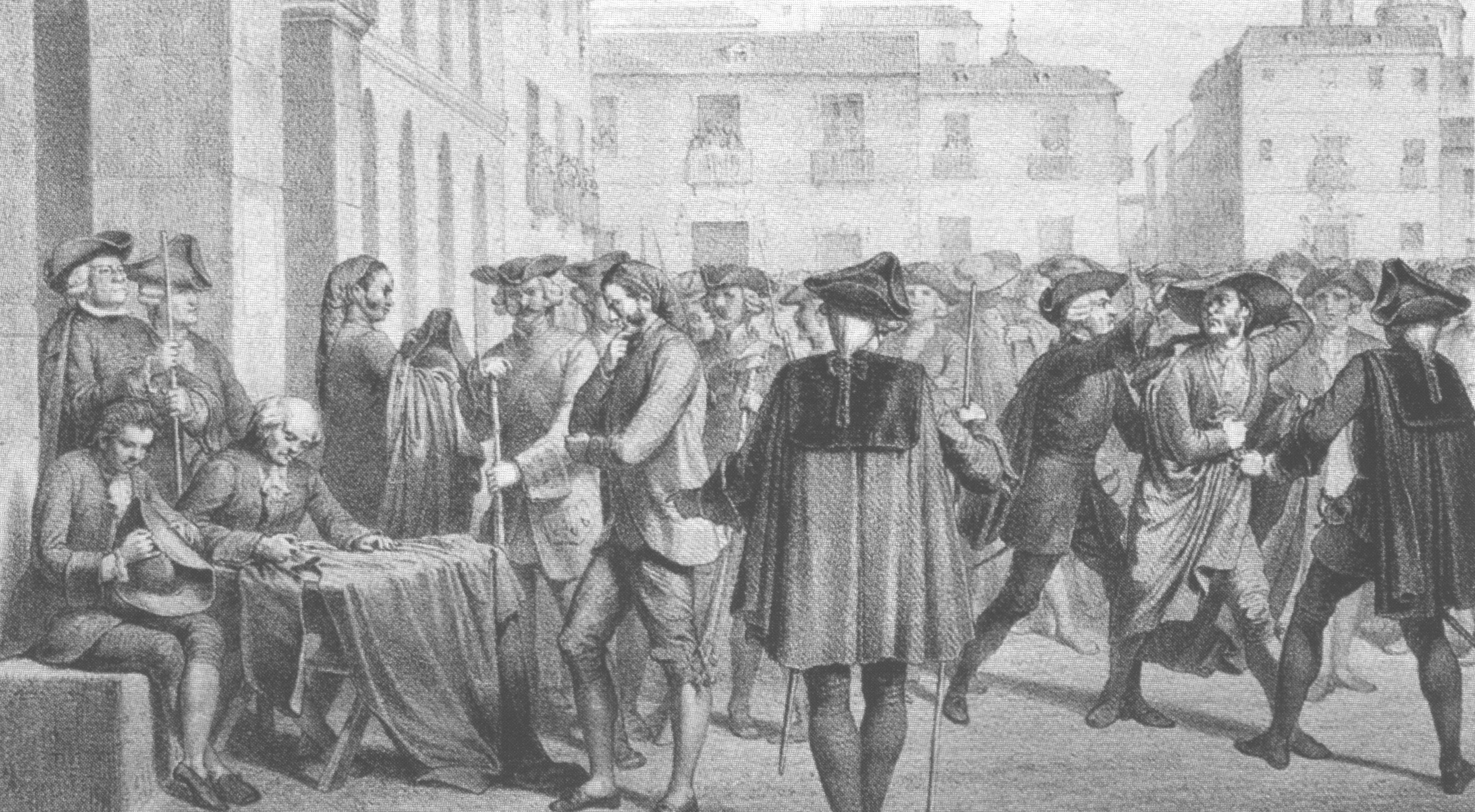
Kupferstich des Motín de Esquilache von 1766

Die spanische Regierung in Madrid unter Ministerpräsident Jerónimo Grimaldi und seinem engsten Berater Leopoldo de Gregorio, Marqués de Esquilache, verbietet am 10. März ihren Bürgern im Rahmen eines radikalen Reformprogramms, den runden breitkrempigen Hut (sombrero redondo) und den langen Mantel zu tragen. Unwille in der Bevölkerung löst 13 Tage später am Palmsonntag den Madrider Hutaufstand (Motín de Esquilache) aus, der sich von Madrid aus rasch im ganzen Land ausbreitet. König Carlos III. flieht nach Aranjuez und überlässt die Regierung dem in Reformfragen gemäßigten Minister Pedro Pablo Abarca de Bolea, conde de Aranda. Dieser befiehlt, den Aufstand mit militärischen Mitteln niederzuschlagen, aber die Truppen können die Autorität der Staatsmacht nicht wiederherstellen. Nur dem Eingreifen zweier Jesuiten ist es zu verdanken, dass die Aufständischen gegen kleinere Zugeständnisse und die Entlassung von de Esquilache nachgeben. Der Marqués verlässt über Cartagena das Land und schifft sich nach Neapel ein. Der Jesuitenorden, der maßgeblich zur Eindämmung des Aufstandes beigetragen hat, gerät in der Folge gegen jede Beweislage in den Verdacht, als Drahtzieher dafür verantwortlich gewesen zu sein.

#### Lothringen
Das Herzogtum Lothringen, bisher Teil des Heiligen Römischen Reichs, wird nach dem Tod von Herzog Stanislaus I. Leszczyński am 23. Februar entsprechend den Regelungen des Friedens von Wien aus dem Jahr 1738 als Provinz an Frankreich angegliedert.

#### Skandinavien

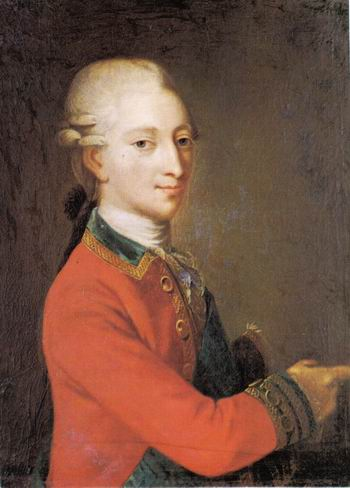
König Christian VII.

Auf den am 14. Januar verstorbenen Friedrich V. folgt sein knapp 17-jähriger Sohn Christian VII. als König von Dänemark und Norwegen, der damit zugleich auch Herzog von Schleswig und Holstein wird. Die Regierungsgeschäfte führt zunächst, wie schon zu Zeiten seines Vaters, das Geheimes Conseil genannte Kabinett, insbesondere Graf Johann Hartwig Ernst von Bernstorff, der Vorsitzende der Deutschen Kanzlei. Doch schon nach wenigen Tagen entlässt der neue König den langjährigen Oberhofmarschall Adam Gottlob von Moltke. Im Alter von siebzehn Jahren heiratet er am 8. November auf Schloss Christiansborg seine fünfzehnjährige Cousine Caroline Mathilde von Großbritannien, mit der er zwei Jahren zuvor verlobt worden war, der er jedoch öffentlich erklärt, dass er sie nicht liebe.

#### Österreich
In Österreich wird der Codex Theresianus erarbeitet. Dieser Zivilrechtscodex  ist noch stark romanistisch geprägt, kasuistisch und sehr umfangreich und erhält auf Anraten von Wenzel Anton von Kaunitz-Rietberg nie Gesetzesrang.

#### Großbritannien und seine Kolonien

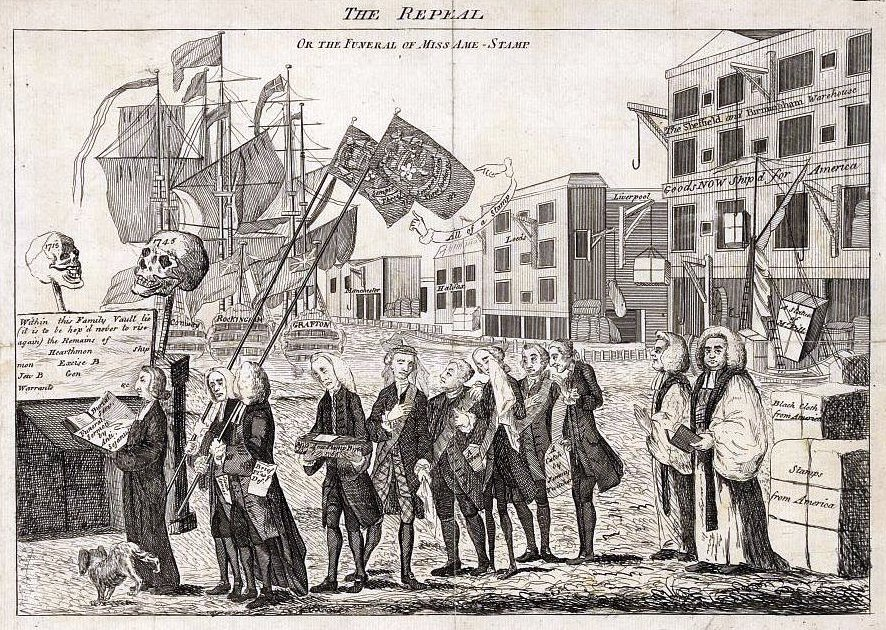
Das Stempelgesetz wird zu Grabe getragen

Das britische Parlament hebt mit dem Declaratory Act vom 18. März das Stempelsteuergesetz auf, das in den nordamerikanischen Kolonien Widerstände ausgelöst hat. Gleichzeitig stellt es allerdings fest, dass es selbstverständlich und grundsätzlich das Recht habe, Gesetze auch für die amerikanischen Kolonien zu erlassen und zwar in jeder Hinsicht.

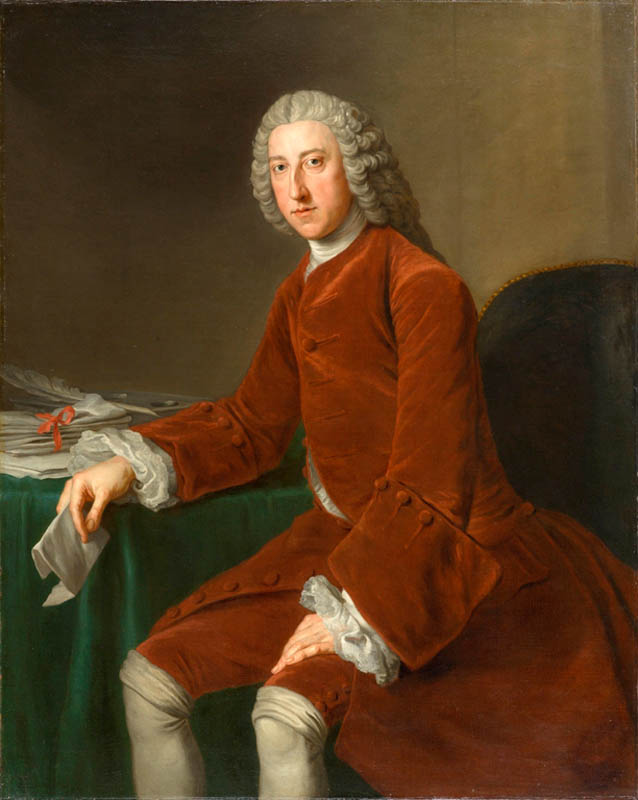
William Pitt (der Ältere),
1. Earl of Chatham

Aufgrund interner Differenzen innerhalb der Whig-Partei tritt Charles Watson-Wentworth, 2. Marquess of Rockingham, im Juni als Premierminister von Großbritannien zurück. König Georg III. beauftragt daraufhin dessen Parteikollegen William Pitt mit der Regierungsbildung. Dieser übernimmt den Posten des Lordsiegelbewahrers und tritt mit dem neugeschaffenen Titel eines Earl of Chatham in das Oberhaus ein, was ihn bei seinen Wählern zahlreiche Sympathien kostet. Der bisherige Außenminister Augustus FitzRoy, 3. Duke of Grafton, wird First Lord of the Treasury.

#### Asien

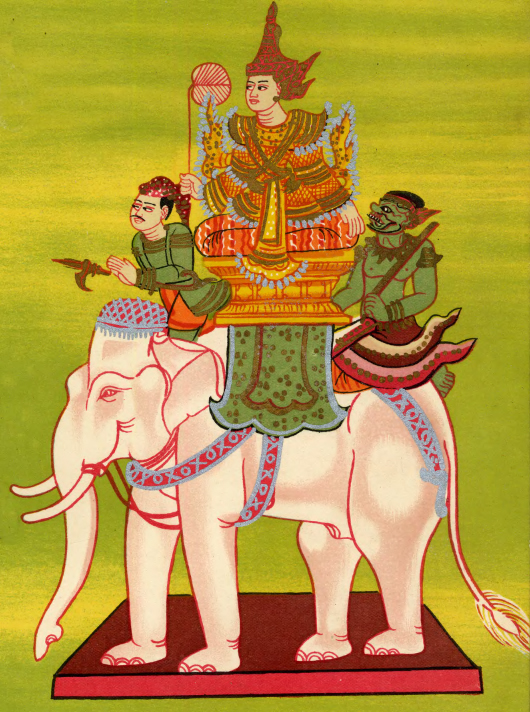
Hsinbyushin auf seinem Kriegselefanten

Im Siamesisch-Birmanischen Krieg beginnt mit rund 50.000 Mann die Belagerung der siamesischen Hauptstadt Ayutthaya durch den birmanischen Herrscher Hsinbyushin aus der Konbaung-Dynastie. König Ekathat bietet die Kapitulation an, doch Hsinbyushin will die völlige Vernichtung des Königreichs Ayutthaya. Am 20. Januar machen die Siamesen einen Ausfall mit etwa der gleichen Truppenstärke, doch wird ihre Vorhut durch eine Salve aus Musketen dermaßen von Panik erfasst, dass sie zurück in die eigenen Reihen flieht. Tausende Siamesen werden durch die nachsetzenden Birmanen getötet. Siam versucht, mit etwa 10.000 Mann Entsatz zu leisten, doch halten die Birmanen ihre Stellungen.
Im Dezember unternehmen die Siamesen eine letzte Anstrengung, die birmanische Belagerung zu brechen, indem sie mit Hilfe von Kanonenbooten die unter Wasser stehenden Verschanzungen der Birmanen angreifen. Sie werden unter großen Verlusten erneut zurückgeschlagen. Phaya Taksin zieht sich mit rund 500 Soldaten aus der Hauptstadt zurück, um im Osten des Landes eine neue Streitmacht aufzubauen.

### Wirtschaft
Franz Xaver Wolfgang von Orsini-Rosenberg, seit dem 9. Februar Erster Minister im Großherzogtum Toskana, beginnt im Auftrag von Großherzog Peter Leopold mit der Durchführung wirtschaftlicher Reformen. Der bisher reglementierte Handel mit Getreide, Mehl und Brot wird gesetzlich freigegeben. Auch die toskanische Verwaltung wird in den nächsten Jahren einer umfangreichen Reform unterzogen.

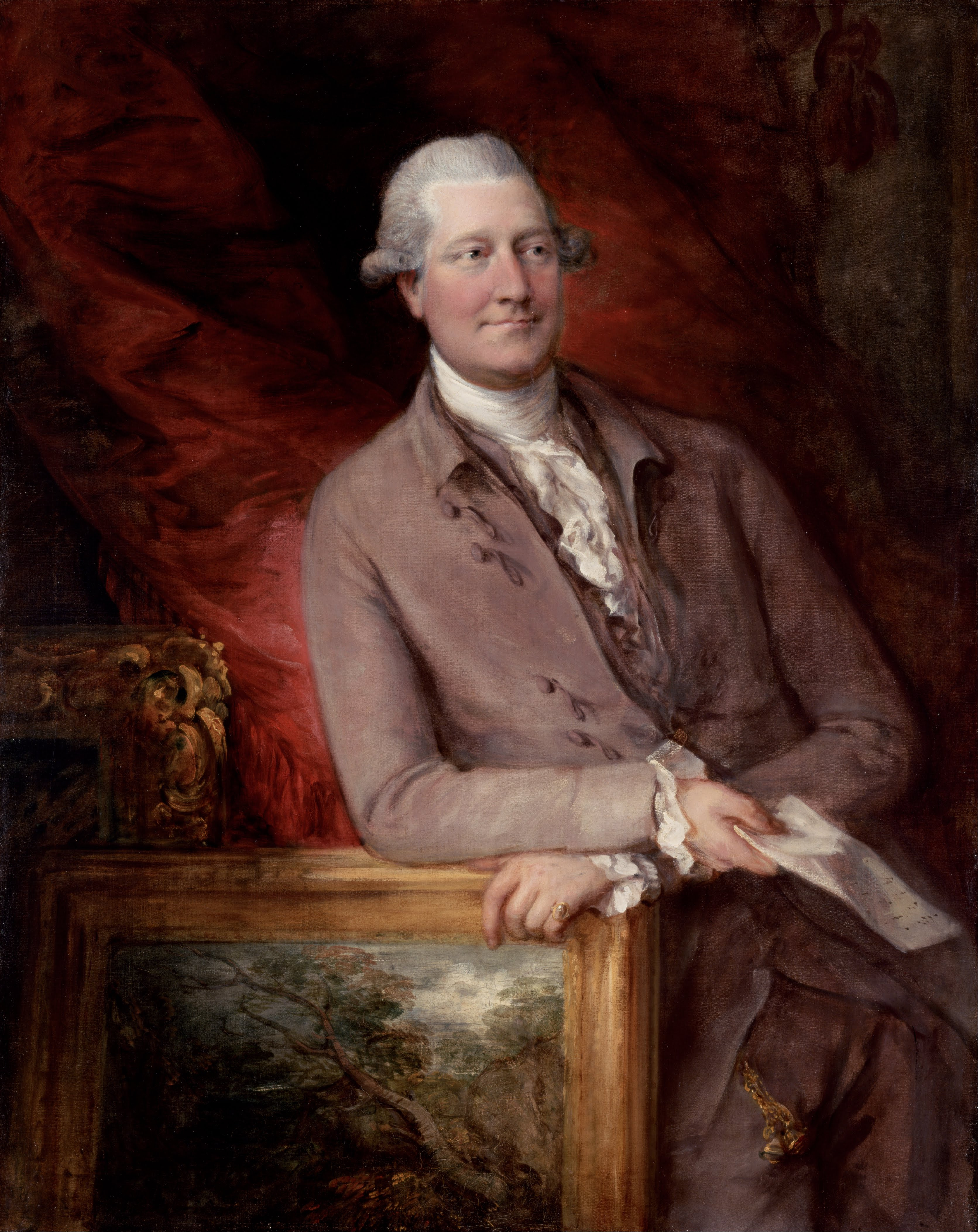
Firmengründer James Christie porträtiert von Thomas Gainsborough (1778)

Das durch James Christie kurz zuvor gegründete Auktionshaus Christie’s führt am 5. Dezember seine erste Versteigerung durch.
Das Arnsbergische Intelligenzblatt ist die erste regelmäßig erscheinende Zeitschrift im Herzogtum Westfalen.

### Wissenschaft und Technik

#### Weltumsegelungen

##### Großbritannien: Wallis und Carteret

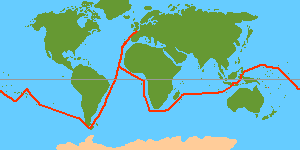
Die Reise der Dolphin

Der britische Marineoffizier Samuel Wallis, der 1763 nach dem Ende des Siebenjährigen Krieges auf Halbsold gesetzt worden ist, wird im Februar wieder in den aktiven Dienst einberufen und erhält das Kommando über die Fregatte Dolphin, die am 9. Mai von einer zweijährigen Weltumsegelung unter John Byron zurückgekehrt ist. Er erhält den Auftrag, zusammen mit der Swallow unter dem Kommando von Philip Carteret in die Magellanstraße zu segeln und anschließend die Welt zu umrunden und bei dieser Gelegenheit im Südpazifik Land oder Inseln zu finden, zu vermessen und zu kartografieren. Als zweiter Leutnant unter Wallis dient Tobias Furneaux. Am 26. August stechen die Schiffe von Plymouth aus in See und erreichen am 17. Dezember die Magellanstraße, wo sie bis Ende des Jahres mit widrigen Winden zu kämpfen haben.

##### Frankreich: de Bougainville

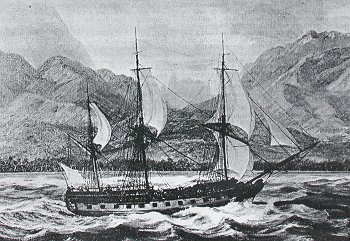
La Boudeuse

Der Offizier Louis Antoine de Bougainville erhält von der französischen Regierung den Auftrag, als erster Franzose die Welt zu umsegeln und sticht am 15. Dezember mit der Fregatte Boudeuse von Brest aus in See, begleitet von Naturforschern wie dem Botaniker Philibert Commerson und seiner als Mann verkleideten Assistentin Jeanne Baret, dem Astronomen Pierre-Antoine Véron und dem Abenteurer Karl Heinrich von Nassau-Siegen.

#### Archäologie
Die Sport- und Tempelanlagen von Olympia werden wiederentdeckt.

#### Naturwissenschaften

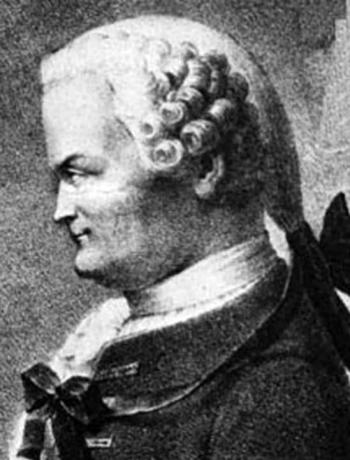
Johann Heinrich Lambert

- Der schweizerisch-elsässische Mathematiker Johann Heinrich Lambert beweist die Irrationalität der Zahl Pi.
- Der britische Chemiker Henry Cavendish entdeckt beim Experimentieren mit Quecksilber und Säuren den Wasserstoff.
- Die Chemikerin Geneviève Thiroux d’Arconville veröffentlicht einen Aufsatz über die Geschichte der Fäulnis.

#### Lehre und Forschung
- 10. November: Die Rutgers University in New Brunswick im US-Bundesstaat New Jersey wird unter dem Namen Queen's College gegründet.
- Die 1763 gegründete Kurpfälzische Akademie der Wissenschaften gibt die Acta Academiae Theodoro-Palatinae heraus, die erste wissenschaftliche Fachzeitschrift der Kurpfalz.

### Kultur

#### Bildende Kunst

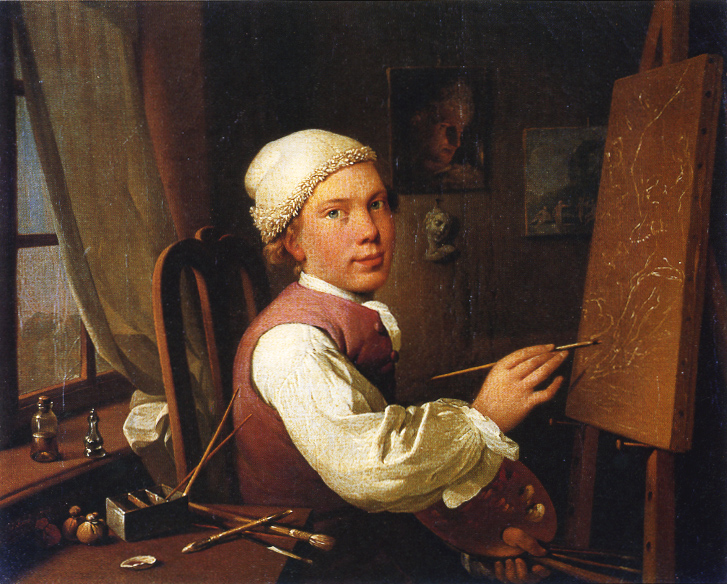
Jens Juel: Selbstbildnis an der Staffelei

- Jens Juel malt das Selbstbildnis an der Staffelei.
- In seiner Schrift Laokoon oder über die Grenzen der Mahlerey und Poesie versucht Gotthold Ephraim Lessing, die grundlegenden künstlerischen Unterschiede zwischen bildender Kunst und Dichtkunst herauszuarbeiten. Die Abhandlung erlangt einen außerordentlichen Einfluss auf die bildende Kunst und die Kunsttheorie.

#### Musik und Theater
- 11. Februar: Die Uraufführung der Oper Vologeso von Niccolò Jommelli findet am Schlosstheater in Ludwigsburg statt. Das Libretto stammt von Apostolo Zeno.
- März: Nach dem Tod von Gregor Joseph Werner wird Joseph Haydn zum ersten Kapellmeister im Hause Esterházy befördert.
- 7. April: Die Oper La Nitteti von Anton Cajetan Adlgasser auf das Libretto von Pietro Metastasio hat ihre Uraufführung am Residenztheater in Salzburg.
- 23. April: Die komische Oper Les Pêcheurs (Die Fischer) von François-Joseph Gossec hat ihre Uraufführung an der Comédie Italienne in Paris.
- 25. November: Die Uraufführung der romantischen und komischen Oper Lisuart und Dariolette oder Die Frage und die Antwort von Johann Adam Hiller erfolgt in Leipzig.

### Gesellschaft
- 7. April: Der Wiener Prater, bis dahin Jagdrevier des kaiserlichen Hofes, wird durch Joseph II. als Mitregent Maria Theresias zur Benutzung für die Allgemeinheit freigegeben. Diese Verfügung wird im Wienerischen Diarium kundgemacht. Joseph II. genehmigt auch die Ansiedlung von Kaffeesiedern und Wirten, der Grundstein zur Entstehung des Vergnügungsparks Wurstelprater.

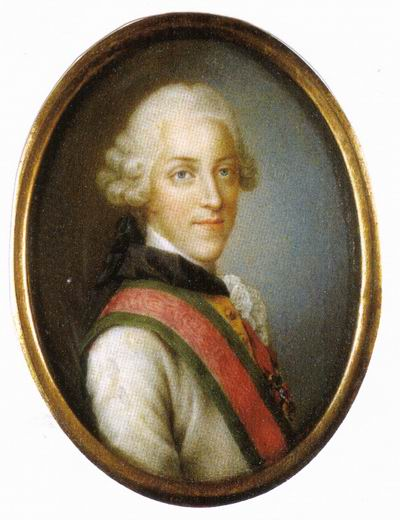
Albert Kasimir von Sachsen-Teschen

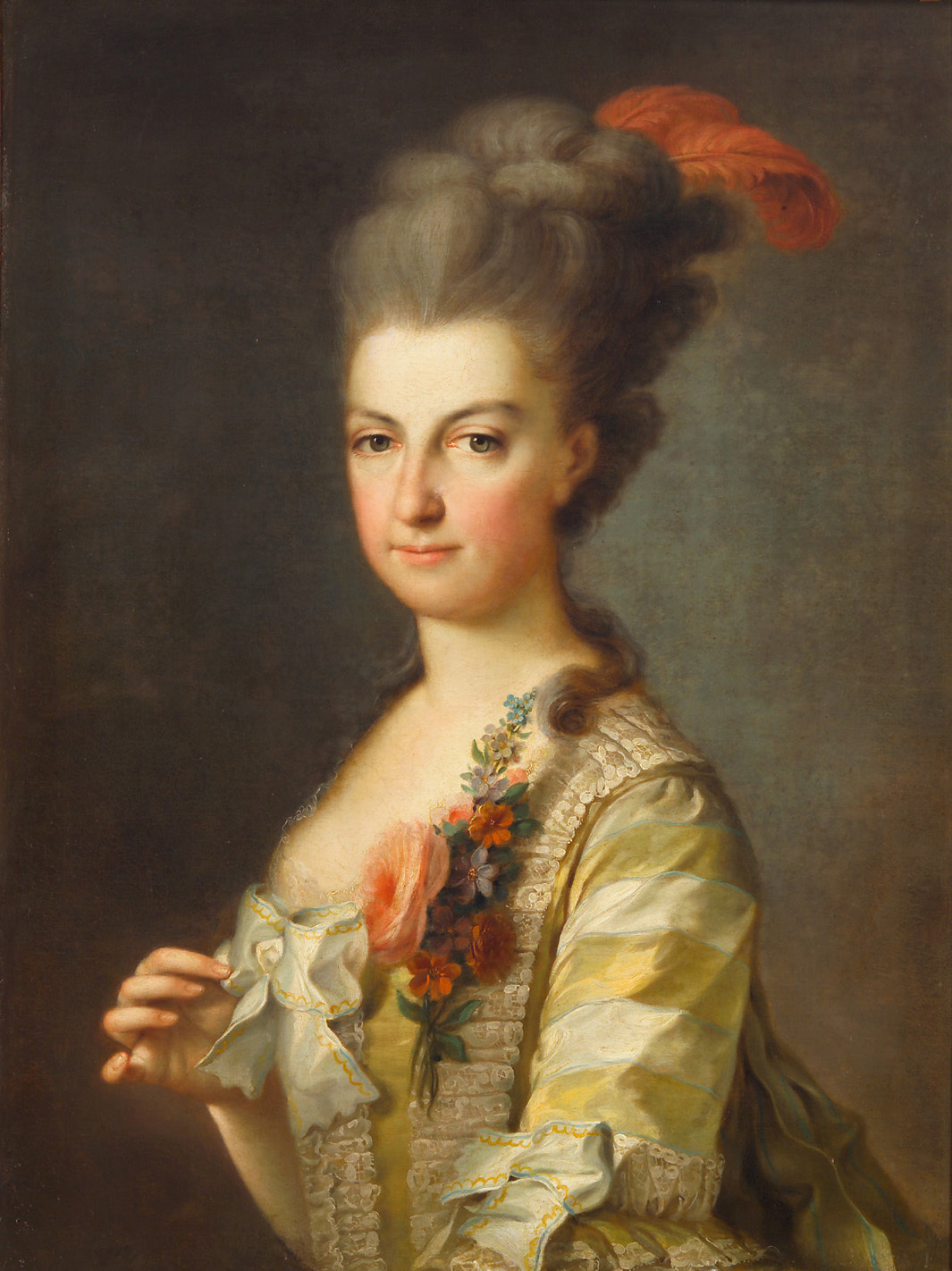
Maria Christina von Österreich, Herzogin von Teschen

- 8. April: Herzog Albert Kasimir von Sachsen-Teschen heiratet in der Kapelle von Schloss Hof östlich von Wien Maria Christina von Österreich.
- 1. Juli: Der französische Adelige Jean-François Lefèbvre, chevalier de la Barre, wird nach einer Verurteilung wegen Blasphemie gefoltert und hingerichtet, weil er bei einer Fronleichnamsprozession seinen Hut nicht abgenommen hat. Voltaires Dictionnaire wird auf dem Scheiterhaufen mitverbrannt.
- Der Student Johann Wolfgang Goethe lernt in Leipzig die Wirtstochter Anna Katharina Schönkopf kennen. Das Verhältnis zu „Käthchen“ beeinflusst seinen Schreibstil in den nächsten Jahren erheblich.

### Religion
- 25. November: In der Enzyklika Christianae reipublicae äußert sich Papst Clemens XIII. über die Gefahren antichristlicher Schriftstücke und bezeichnet deren Herausgeber als Schlangen.

### Katastrophen

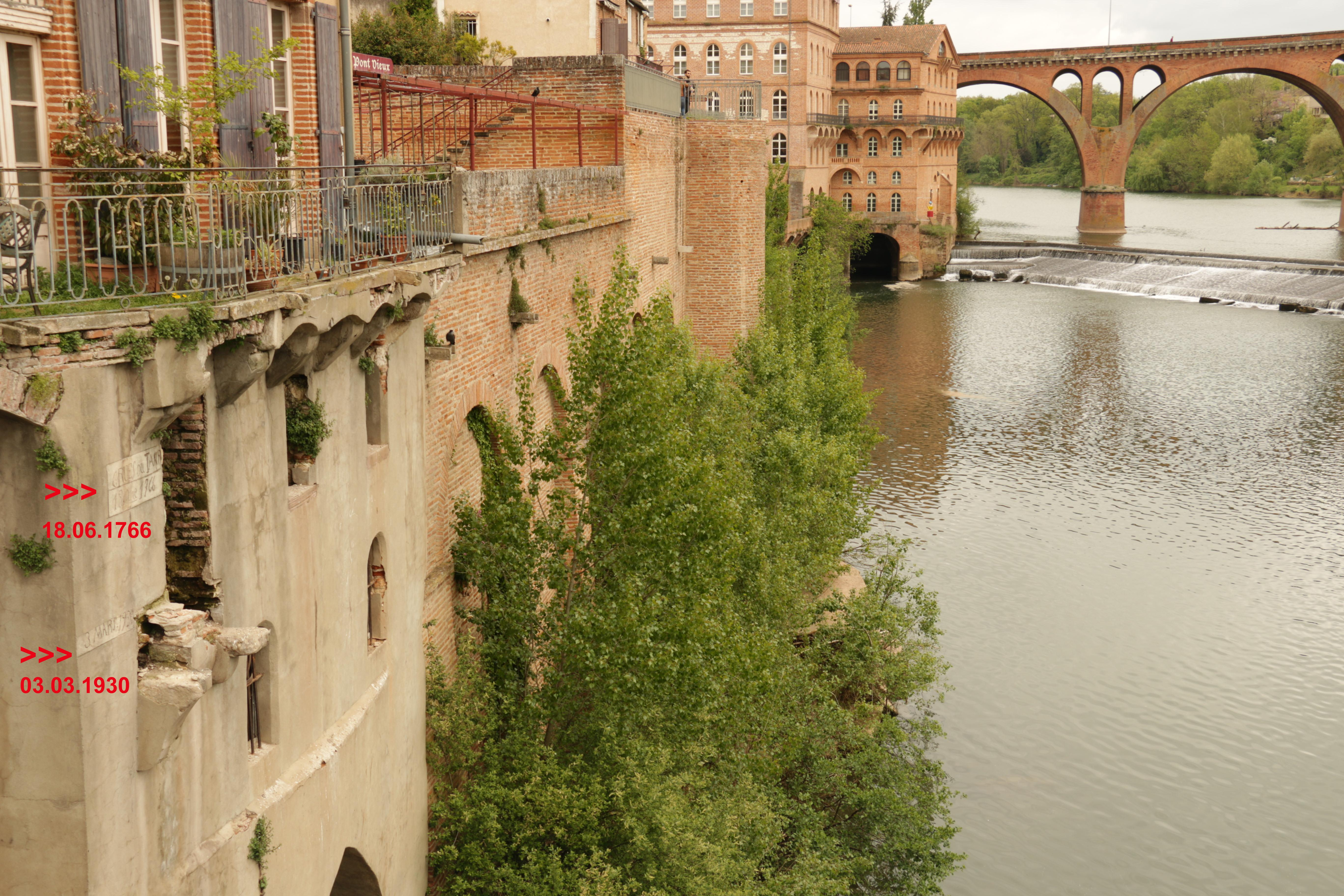
Hochwassermarken des Tarn in Albi

- 22. Mai: Ein starkes Erdbeben mit nachfolgendem Tsunami trifft Istanbul – das letzte schwere Beben, das die Stadt erschütterte.
- 18. Juni: Es kommt zum bisher höchsten Hochwasser des Flusses Tarn in Okzitanien. Ein Beleg dafür ist die Hochwassermarke in Albi.
- Die Stadt Cumaná im heutigen Venezuela wird durch ein Erdbeben zerstört.

## Historische Karten und Ansichten

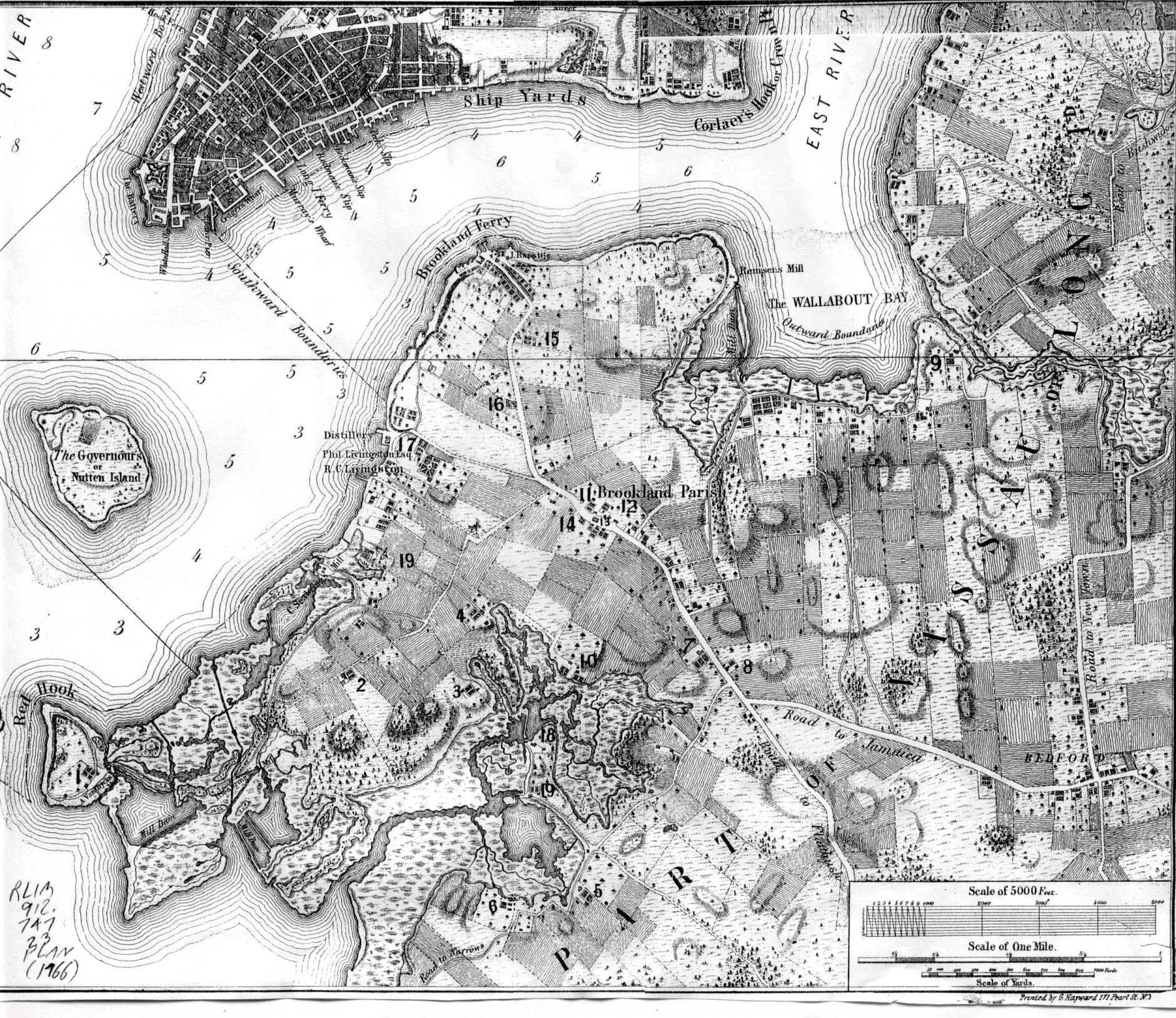
Brooklyn 1766

## Geboren

### Januar bis April
- 01. Januar: Antoine-Vincent Arnault, französischer Dramatiker und Lyriker († 1834)
- 05. Januar: Victor-Claude-Alexandre Fanneau de Lahorie, französischer General († 1812)
- 06. Januar: José Gaspar Rodríguez de Francia, Diktator von Paraguay († 1840)
- 16. Januar: Christoph Ammon, deutscher protestantischer Theologe († 1850)
- 21. Januar: Vinzenz Hauschka, böhmischer Komponist († 1840)
- 31. Januar: Caroline Beck, deutsche Schauspielerin († 1784)
- 01. Februar: Petrus von Gruben, deutscher Geistlicher († 1831)
- 02. Februar: William Townsend Aiton, englischer Botaniker († 1849)
- 05. Februar: Heinrich Gentz, deutscher Architekt († 1811)
- 07. Februar: Joseph Franz von Jacquin, österreichischer Botaniker und Chemiker († 1839)
- 07. Februar: Alexander Fjodorowitsch Labsin, russischer Schriftsteller, Mystiker, Freimaurer, Übersetzer und Herausgeber († 1825)
- 07. Februar: Frederick North, 5. Earl of Guilford, britischer Politiker und Kolonialbeamter († 1827)
- 09. Februar: John Roane, US-amerikanischer Politiker († 1838)
- 10. Februar: Benjamin Smith Barton, US-amerikanischer Botaniker, Arzt und Pharmazeut († 1815)
- 10. Februar: Henry Smith, US-amerikanischer Politiker, Gouverneur von Rhode Island († 1818)
- 13. Februar: Thomas Robert Malthus, britischer Ökonom († 1834)
- 19. Februar: William Dunlap, US-amerikanischer Maler, Kunsthistoriker und Schriftsteller († 1839)
- 23. Februar: Franz Xaver Christoph Arentz, deutscher Benediktiner und Naturwissenschaftler († 1851)
- 23. Februar: Carolina Friederica von Dacheröden, preußische Patriziertochter, Ehefrau Wilhelm von Humboldts († 1829)
- 24. Februar: Friedrich Wilhelm von Ketelhodt, deutscher Jurist, Diplomat und Kanzler von Schwarzburg-Rudolstadt († 1836)
- 25. Februar: George Jones, US-amerikanischer Politiker, Bürgermeister von Savannah († 1838)
- 28. Februar: John Clark, US-amerikanischer Politiker, Gouverneur von Georgia († 1832)
- 03. März: Matthew Quintal, britischer Seemann und Meuterer auf der Bounty († 1799)
- 03. März: Joseph Sonnleithner, österreichischer Librettist, Theaterleiter und Archivar († 1835)
- 06. März: George Spencer-Churchill, 5. Duke of Marlborough, britischer Adliger und Politiker († 1840)
- 15. März: Thomas W. Thompson, US-amerikanischer Politiker († 1821)
- 28. März: Joseph Weigl, österreichischer Komponist und Dirigent († 1846)
- 31. März: Johann Gottfried Bornmann, deutscher evangelischer Geistlicher und Heimatforscher († 1825)
- 01. April: François-Xavier Fabre, französischer Maler, Zeichner, Radierer und Kunstsammler († 1837)
- 06. April: Wilhelm von Kobell, deutscher Maler († 1853)
- 07. April: Joseph Schweinacher, deutscher Orgelbauer († 1851)
- 09. April: Albertine Necker de Saussure, Schweizer Schriftstellerin, Pädagogin und Frauenrechtlerin († 1841)
- 13. April: Michael Rosenberger, Wiener Klavierbauer († 1832)
- 15. April: Friedrich Ludewig Bouterweck, deutscher Philosoph und Schriftsteller († 1828)
- 16. April: Johann Wilhelm von Anns, deutscher Kaufmann und Politiker († 1842)
- 21. April: Hermann Friedrich Becker, deutscher Förster († 1852)
- 21. April: Adolph Scharenberg, deutscher Porträt- und Porzellanmaler († 1852)
- 22. April: Obadiah German, US-amerikanischer Politiker († 1842)
- 22. April: Anne Germaine de Staël, französische Schriftstellerin († 1817)
- 23. April: Carsten Tank, norwegischer Kaufmann und Politiker († 1832)
- 24. April: Ludwig von Hartmann, deutscher Industriepionier († 1852)
- 24. April: Franjo Vlašić, kroatischer Adliger, General und Ban (Vizekönig) von Kroatien († 1840)
- 29. April: Nicholas Vansittart, britischer Politiker und Staatsmann († 1851)

### Mai bis August
- 02. Mai: Jean-Joseph Girard, Schweizer römisch-katholischer Geistlicher († 1831)
- 04. Mai: Henriette-Félicité Tassaert, deutsch-französische Pastell-Malerin und Schabkünstlerin († 1818)
- 05. Mai: Christian Gottlieb Röckner, deutscher lutherischer Feldpropst († 1828)
- 06. Mai: Gottfried Tauber, deutscher Instrumentenhändler und Optiker († 1825)
- 10. Mai: Jean-Baptiste Broussier, französischer General († 1814)
- 13. Mai: Carl von Rosenstein, schwedischer lutherischer Theologe und Erzbischof von Uppsala († 1836)
- 23. Mai: Joseph von Zerboni di Sposetti, preußischer Beamter, Publizist, Dichter und Freimaurer († 1831)
- 31. Mai: Johann Philipp Beck, deutscher Geistlicher und Pädagoge († 1840)
- 01. Juni: Anton Hasenhut, österreichischer Schauspieler und Komiker († 1841)
- 01. Juni: William Edward Miller, britischer Violinist, Komponist und methodistischer Geistlicher († 1839)
- 14. Juni: Johann Georg Ferdinand Jacobi, Jurist und Bürgermeister von Dresden († 1848)
- 19. Juni: Edward Tiffin, US-amerikanischer Politiker, Gouverneur von Ohio († 1829)
- 19. Juni: Edmund von Weber, deutscher Komponist, Sänger, Schauspieler und Theaterdirektor († 1830)
- 22. Juni: John Drayton, US-amerikanischer Politiker, Gouverneur von South Carolina († 1822)
- 29. Juni: Carl Friedrich Ludwig Moritz von Isenburg-Birstein, Fürst zu Isenburg und Büdingen († 1820)
- 29. Juni: Johann Nepomuk Sauter, deutscher Chirurg († 1840)
- 30. Juni: Jean de Montenach, Schweizer Politiker († 1842)
- 01. Juli: Samuel Dinsmoor, US-amerikanischer Politiker, Gouverneur von New Hampshire († 1835)
- 06. Juli: Karoline von Schlotheim, Mätresse des Kurfürsten Wilhelm I. von Hessen-Kassel († 1847)
- 06. Juli: Alexander Wilson, schottisch-US-amerikanischer Ornithologe, Maler und Schriftsteller († 1813)
- 07. Juli: Guillaume Philibert Duhesme, französischer General und Pair von Frankreich († 1815)
- 09. Juli: Johanna Schopenhauer, deutsche Schriftstellerin und Salonnière († 1838)
- 10. Juli: Édouard Jean-Baptiste Milhaud, französischer General († 1833)
- 15. Juli: Ferdinand Schazmann, deutscher Jurist († 1845)
- 19. Juli: Georg Scheiblein, römisch-katholischer Geistlicher († 1840)
- 20. Juli: Thomas Bruce, 7. Earl of Elgin, britischer Adeliger, Diplomat, Archäologe und Kunsträuber († 1841)
- 22. Juli: Georg Libor Eyrich, deutscher römisch-katholischer Theologe und Hochschullehrer († 1826)
- 24. Juli: Julie von Voß, Gräfin von Ingenheim, Hofdame und spätere morganatische Ehefrau des preußischen Königs Friedrich Wilhelm II. († 1789)
- 30. Juli: Carlo Ignazio Pozzi, deutscher Architekt und Baumeister († 1842)
- 01. August: Philipp von der Leyen, Fürst von der Leyen († 1829)
- 01. August: Hanzo Njepila, sorbischer Volksschriftsteller († 1856)
- 03. August: Aaron Chorin, ungarischer Rabbiner († 1844)

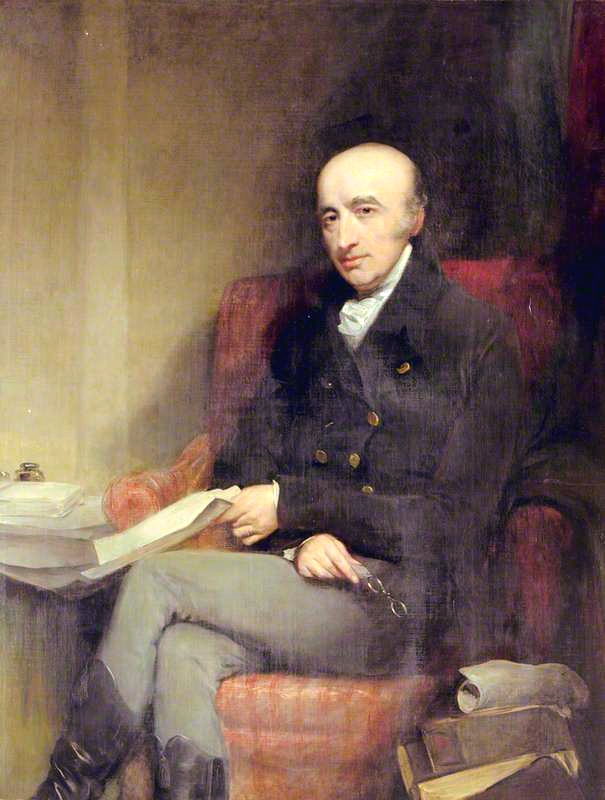
William Hyde Wollaston

- 06. August: William Hyde Wollaston, englischer Arzt, Physiker und Chemiker († 1828)
- 18. August: Franz Johann Joseph von Reilly, österreichischer Verleger, Kartograf und Schriftsteller († 1820)
- 23. August: Johann Centurius von Hoffmannsegg, deutscher Botaniker, Entomologe und Ornithologe († 1849)
- 24. August: Jacob Friedrich Georg Emmrich, deutscher Jurist und Hochschullehrer († 1839)

### September bis Dezember
- 03. September: Hermann von Fels, Schweizer Kaufmann und Politiker († 1838)
- 05. September: Maurice-Jean-Magdalène de Broglie, französischer Bischof († 1821)

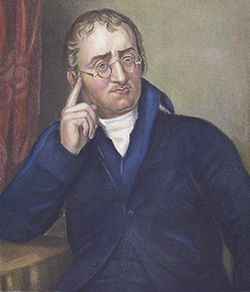
John Dalton

- 06. September: John Dalton, englischer Naturforscher und Lehrer († 1844)
- 06. September: Johann Heinrich Wilhelm Ziegenbein, deutscher Pädagoge und evangelischer Geistlicher († 1824)
- 11. September: James Brown, US-amerikanischer Politiker († 1835)
- 12. September: Albert Gyulay, österreichischer Feldmarschallleutnant († 1835)
- 14. September: Johann Heinrich Rothpletz, Schweizer Politiker († 1833)
- 18. September: Daniel Avery, US-amerikanischer Politiker († 1842)
- 23. September: Philipp Albert Stapfer, Schweizer Politiker, Diplomat und Theologe, Bildungsminister der Helvetischen Republik († 1840)
- 25. September: Armand Emmanuel du Plessis, duc de Richelieu, französischer und russischer Staatsmann, Statthalter von Odessa († 1822)
- 28. September: Archibald McBryde, US-amerikanischer Politiker († 1816)
- 29. September: Franz Abele von Lilienberg, österreichischer Feldmarschallleutnant († 1861)
- 29. September: Charlotte Auguste von Großbritannien, Irland und Hannover, Königin von Württemberg († 1828)
- 29. September: Louise Humann, Freundin des Gründers der Kongregation Schwestern Unserer Lieben Frau von Sion († 1836)
- 05. Oktober: Rafael Barroeta y Castilla, Präsident von Costa Rica († 1826)
- 09. Oktober: Friedrich Dionys Weber, böhmischer Komponist und Musikpädagoge († 1842)
- 10. Oktober: Leopold Maximilian von Firmian, Fürsterzbischof der Erzdiözese Wien († 1831)
- 11. Oktober: Poul Poulsen Nolsøe, färöischer Seemann, Händler und Dichter, Nationalheld der Färöer († 1809)
- 11. Oktober: Georg Reinbeck, deutscher Schriftsteller, Germanist und Pädagoge († 1849)
- 13. Oktober: Louis de Salgues de Lescure, Anführer der Aufständischen während des Vendée-Aufstands († 1793)
- 14. Oktober: Friedrich Carl Gröger, deutscher Porträtmaler und Lithograf († 1838)
- 22. Oktober: David Brydie Mitchell, US-amerikanischer Politiker, Gouverneur von Georgia († 1837)
- 23. Oktober: Emmanuel de Grouchy, französischer General und Marschall von Frankreich († 1847)
- 26. Oktober: Konrad Heinrich Wolf, deutscher Geistlicher († 1848)
- 27. Oktober: Carl Lang, deutscher Schriftsteller, Pädagoge und Kupferstecher († 1822)
- 28. Oktober: Myawaddy Mingyi U Sa, burmesischer Dichter, Komponist, Musiker und General († 1853)
- 02. November: Josef Wenzel Radetzky von Radetz, böhmischer Adeliger und österreichischer Heerführer († 1858)
- 10. November: Samuel Friedrich Sauter, deutscher Dorfschullehrer und Volksdichter († 1846)
- 11. November: Carl Heinrich Wilhelm Anthing, deutscher Offizier in niederländischen Diensten († 1823)
- 11. November: Edmé-Martin Vandermaesen, französischer General († 1813)
- 16. November: Rodolphe Kreutzer, französischer Violinist, Dirigent und Komponist († 1831)
- 16. November: Julius Wilhelm von Oppel, deutscher Staatsmann († 1832)
- vor dem 22. November: Andreas Moser, bayerischer Schriftsteller und Pädagoge († 1806)
- 22. November: Charlotte Luise Antoinette von Lengefeld, sächsische Adelige, Ehefrau von Friedrich Schiller († 1826)
- 23. November: Johann Anton Ludwig Seidensticker, deutscher Rechtswissenschaftler († 1817)
- 24. November: Friedrich Weinbrenner, badischer Architekt, Stadtplaner und Baumeister († 1826)
- 25. November: Johann Ferdinand Feige der Jüngere, deutscher Bildhauer († 1827)
- 28. November: Heinrich Friedrich Pfannkuche, deutscher evangelischer Theologe und Altphilologe († 1833)
- 02. Dezember: Johann Gottfried Kneschke, deutscher Pädagoge († 1825)
- 14. Dezember: Louis-François Bertin, französischer Journalist († 1841)
- 20. Dezember: James Turner, US-amerikanischer Politiker, Gouverneur von North Carolina († 1824)
- 21. Dezember: Juliane Giovane, deutsche Schriftstellerin und Hofdame († 1805)
- 22. Dezember: Johann Samuel Arnhold, deutscher Porzellanmaler († 1828)
- 23. Dezember: Conrad Karl Friedrich von Andlau-Birseck, badischer Politiker, Staatsminister von Baden († 1839)
- 29. Dezember: Peter Plett, deutscher Lehrer und Pionier der Pockenimpfung († 1823)

### Genaues Geburtsdatum unbekannt
- Faustino Anderloni, italienischer Kupferstecher († 1847)
- Johann Protasius von Anstett, russischer Diplomat († 1835)
- Juan de la Cruz Mourgeon y Achet, spanischer Offizier und Kolonialverwalter, Generalkapitän von Neugranada († 1822)
- Charles Duvernoy, französischer Klarinettist, Musikpädagoge und Komponist († 1845)
- Anastassios Karatassos, Armatol von Südmakedonien und griechischer Freiheitskämpfer († 1830)
- Robert Lamb, britischer Seemann auf der Bounty († 1789)
- Hugh McVay, US-amerikanischer Politiker, Gouverneur von Alabama († 1851)
- Carl August Ragotzky, deutscher evangelischer Geistlicher († 1823)
- George Stewart, britischer Seemann auf der Bounty († 1791)
- Franz Xaver Süßmayr, österreichischer Komponist († 1803)

## Gestorben

### Erstes Quartal

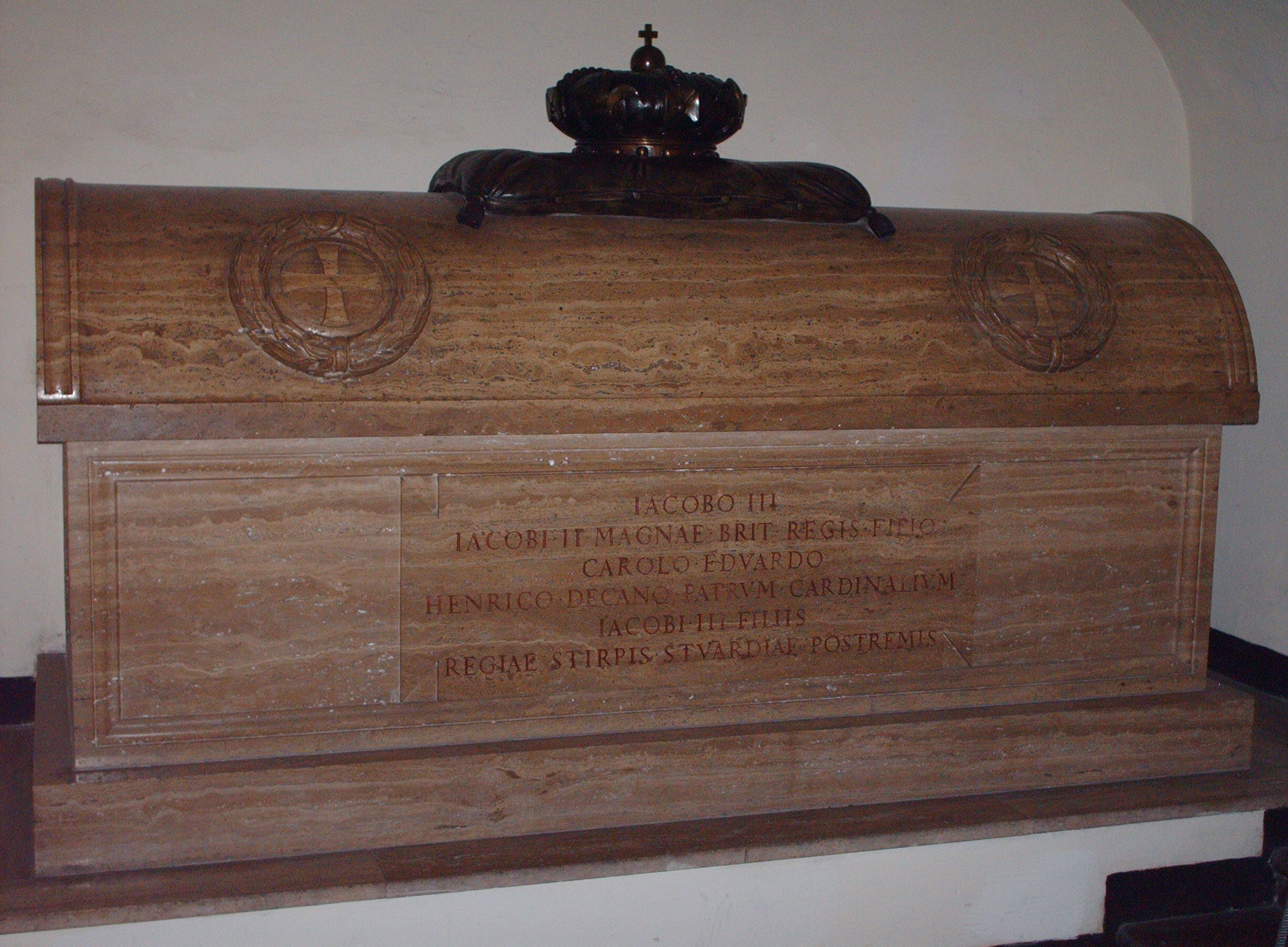
Das Grabmal James Francis Edward Stuarts in Rom

- 01. Januar: James Francis Edward Stuart (The Old Petender), Thronprätendent für den schottischen und englischen Thron (* 1688)
- 09. Januar: Thomas Birch, englischer Historiker und Schriftsteller (* 1705)
- 09. Januar: Ernst Christoph Böttcher, deutscher Kaufmann, Gründer des Königlichen Evangelischen Schullehrerseminars und Mäzen (* 1697)
- 14. Januar: Friedrich V., König von Dänemark und Norwegen, Herzog von Schleswig und Holstein und Graf von Oldenburg und Delmenhorst (* 1723)
- 17. Januar: Francis Godolphin, 2. Earl of Godolphin, englischer Adeliger und Politiker (* 1678)
- 23. Januar: William Caslon, britischer Graveur und Schriftentwerfer (* 1692)
- 29. Januar: Johann Friedrich Mögling, deutscher Jurist (* 1690)

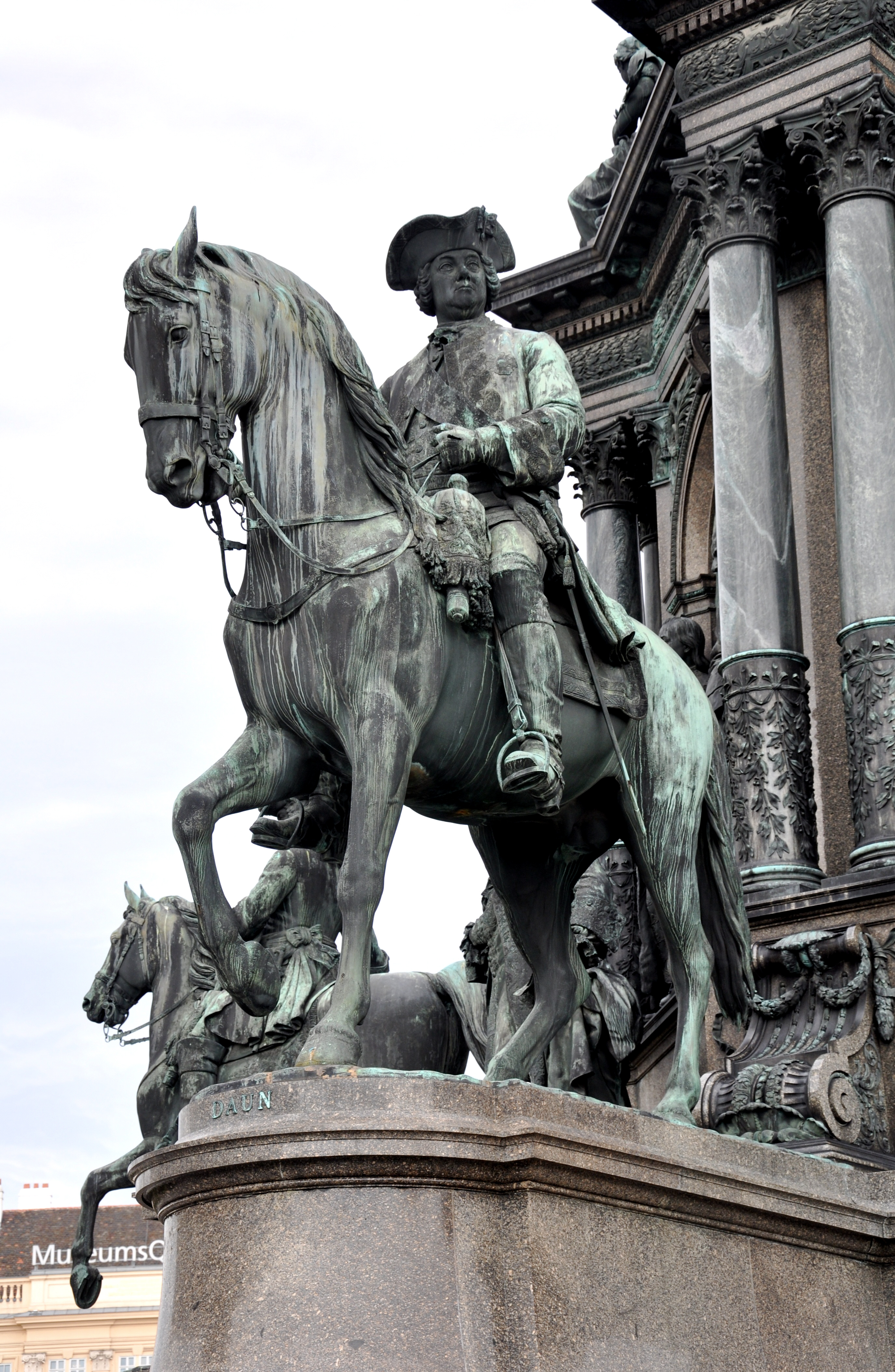
Statue Dauns auf dem Maria Theresien-Denkmal in Wien

- 05. Februar: Leopold Joseph von Daun, österreichischer Feldmarschall (* 1705)
- 10. Februar: Andrea Gallasini, italienisch-deutscher Stuckateur und Architekt (* 1681)
- 15. Februar: Jean Hellot, französischer Chemiker (* 1685)
- 16. Februar: Johann August Landvoigt, deutscher Jurist und Flötist (* 1715)
- 22. Februar: Friedrich August von Finck, preußischer General (* 1718)
- 23. Februar: François Louis Dubois, elsässischer Orgelbauer schweizerischer Herkunft (* 1726)

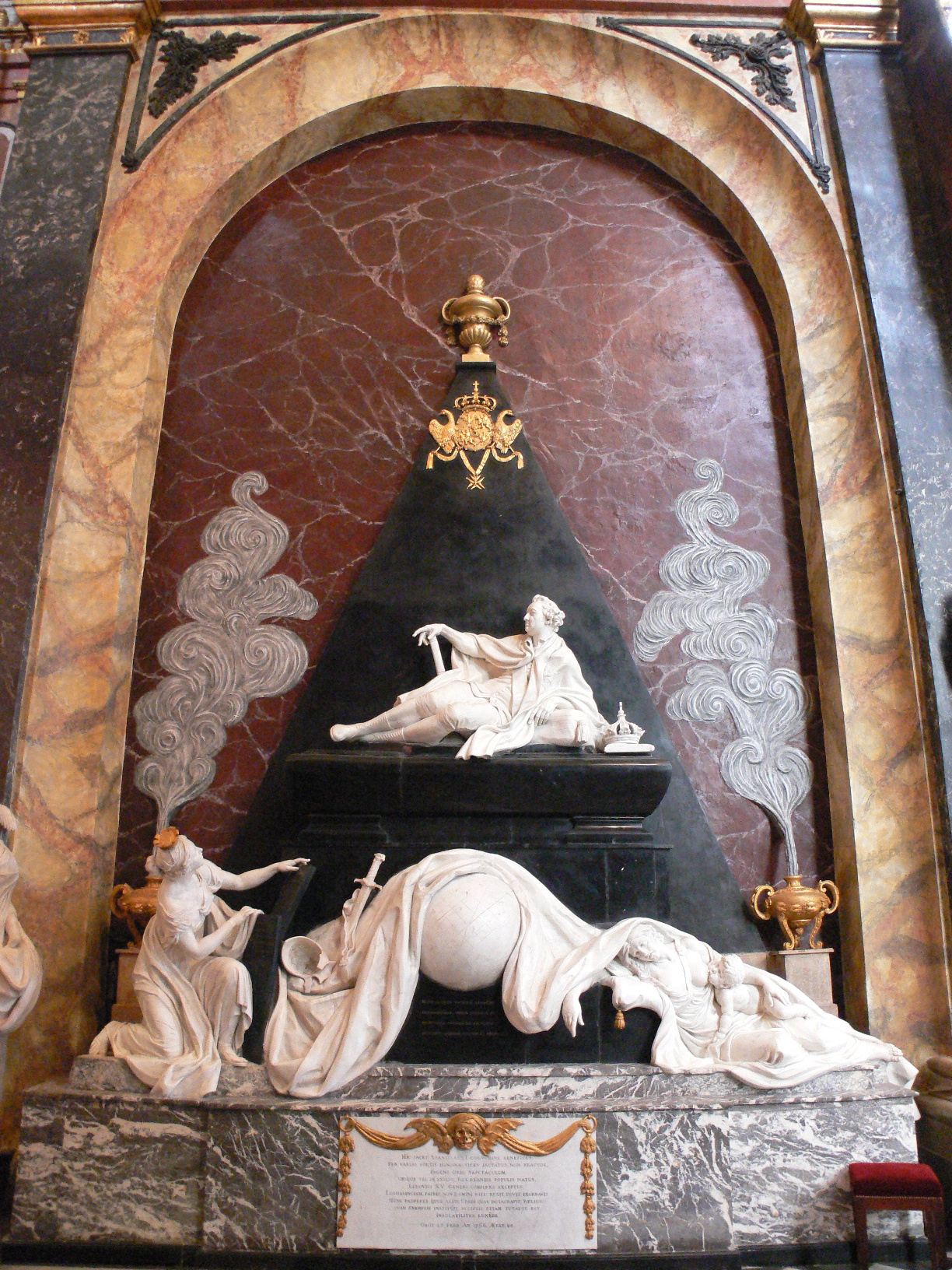
Mausoleum Stanislaus Leszczyńskis in Nancy

- 23. Februar: Stanislaus I. Leszczyński, König von Polen und Großfürst von Litauen, Herzog von Lothringen und Bar (* 1677)
- 03. März: Gregor Joseph Werner, österreichischer Komponist, Kapellmeister im Hause Esterházy (* 1693)
- 04. März: Jacques-André-Joseph Camelot Aved, französischer Porträtmaler, Kunstsammler und Kunsthändler (* 1702)
- 04. März: Philipp Pfaff, Hofzahnarzt Friedrichs des Großen und revolutionärer Vordenker und Pionier der deutschen Zahnmedizin (* 1713)
- 04. März: Peter Thumb, Vorarlberger Baumeister (* 1681)
- 06. März: Gottfried Tollmann, deutscher evangelischer Pfarrer und Kirchenlieddichter (* 1680)
- 07. März: Robert Gardelle, Schweizer Maler, Kupferstecher und Radierer (* 1682)
- 12. März: Friedrich Franz Ernst von Plotho, preußischer Offizier (* 1698)
- 13. März: Thomas Carew, britischer Politiker (* um 1702)
- 13. März: Christian Gottlob Kändler, Rektor der Stadtschule in Sangerhausen und wissenschaftlicher Publizist (* 1703)
- 20. März: Giovanni Battista Pescetti, venezianischer Komponist (* 1704)
- 21. März: Hierotheus Confluentinus, katholischer Priester aus dem Fürstbistum Trier, Kapuziner, geistlicher Schriftsteller und Chronist (* 1682)

### Zweites Quartal
- 01. April: Johann Leonhard Dober, deutscher evangelischer Missionar, Kirchenlieddichter und Bischof der Herrnhuter Brüdergemeine (* 1706)
- 07. April: Tiberius Hemsterhuis, niederländischer Philologe (* 1685)
- 12. April: Johann Jakob Zehender, Schweizer evangelischer Geistlicher und Heimatforscher (* 1687)
- 13. April: Friedrich Wilhelm Beelen, Schöffe und Bürgermeister der Reichsstadt Aachen (* 1707)
- 15. April: Robert Whytt, britischer Arzt und Neurowissenschaftler (* 1714)
- 21. April: Alexei Petrowitsch Bestuschew-Rjumin, russischer Feldmarschall und Reichskanzler (* 1693)
- 23. April: Sebastián de la Cuadra y Llarena, spanischer Ministerpräsident (* 1687)
- 27. April: Lorenz Pasch der Ältere, schwedischer Maler (* 1702)
- 29. April: Johann Bernhard Wiedeburg, deutscher Mathematiker und Astronom (* 1687)
- 03. Mai: Johann Friedrich Schaevius, Jurist und Ratsherr der Hansestadt Lübeck (* 1715)
- 05. Mai: Jean Astruc, französischer Arzt, Professor der Medizin, Naturforscher und Begründer der modernen Bibelkritik des Pentateuchs (* 1684)
- 06. Mai: Johann Michael Fischer, deutscher Baumeister (* 1692)
- 06. Mai: Nikolaus Barward Mentze, Lübecker Kaufmann und Ratsherr (* 1719)
- 07. Mai: Thomas Arthur de Lally-Tollendal, französischer General (* 1702)
- 09. Mai: Johann Daniel Silbermann, deutscher Orgelbauer (* 1717)
- 12. Mai: Michael Christoph Brandenburg, deutscher evangelisch-lutherischer Geistlicher, Dichter und Librettist (* 1694)
- 13. Mai: Martin Hannibal, deutscher Münz-Stempelschneider und Medailleur (* um 1704)
- 24. Mai: Franz Andreas von Borcke, königlich-preußischer Generalleutnant (* 1693)
- 26. Mai: Elias Hayum, pfälzischer Hof- und Milizfaktor in Mannheim (* 1709)
- 27. Mai: Iwan Iwanowitsch Polsunow, russischer Erfinder (* 1728)
- 03. Juni: Giuseppe Nogari, venezianischer Maler (* 1699)
- 07. Juni: Paul von Colindres, spanischer Kapuziner und Generalminister (Generaloberer) des Gesamtordens (* 1696)
- 20. Juni: Gustav Bogislav von Münchow, königlich-preußischer General und Berater Friedrichs II. (* 1686)
- 21. Juni: Claudio Francesco Beaumont, italienischer Maler und Zeichner (* 1694)
- 23. Juni: Thomas Roseingrave, englischer Komponist, Organist und Cembalist (* 1690)
- 24. Juni: Adrien-Maurice de Noailles, Marschall von Frankreich (* 1678)
- 29. Juni: Arnold Franz von Tornaco, kaiserlich-königlicher Offizier, Gouverneur der gefürsteten Grafschaft Mömpelgard und von Dendermonde sowie Gesandter in Paris (* 1696)

### Drittes Quartal

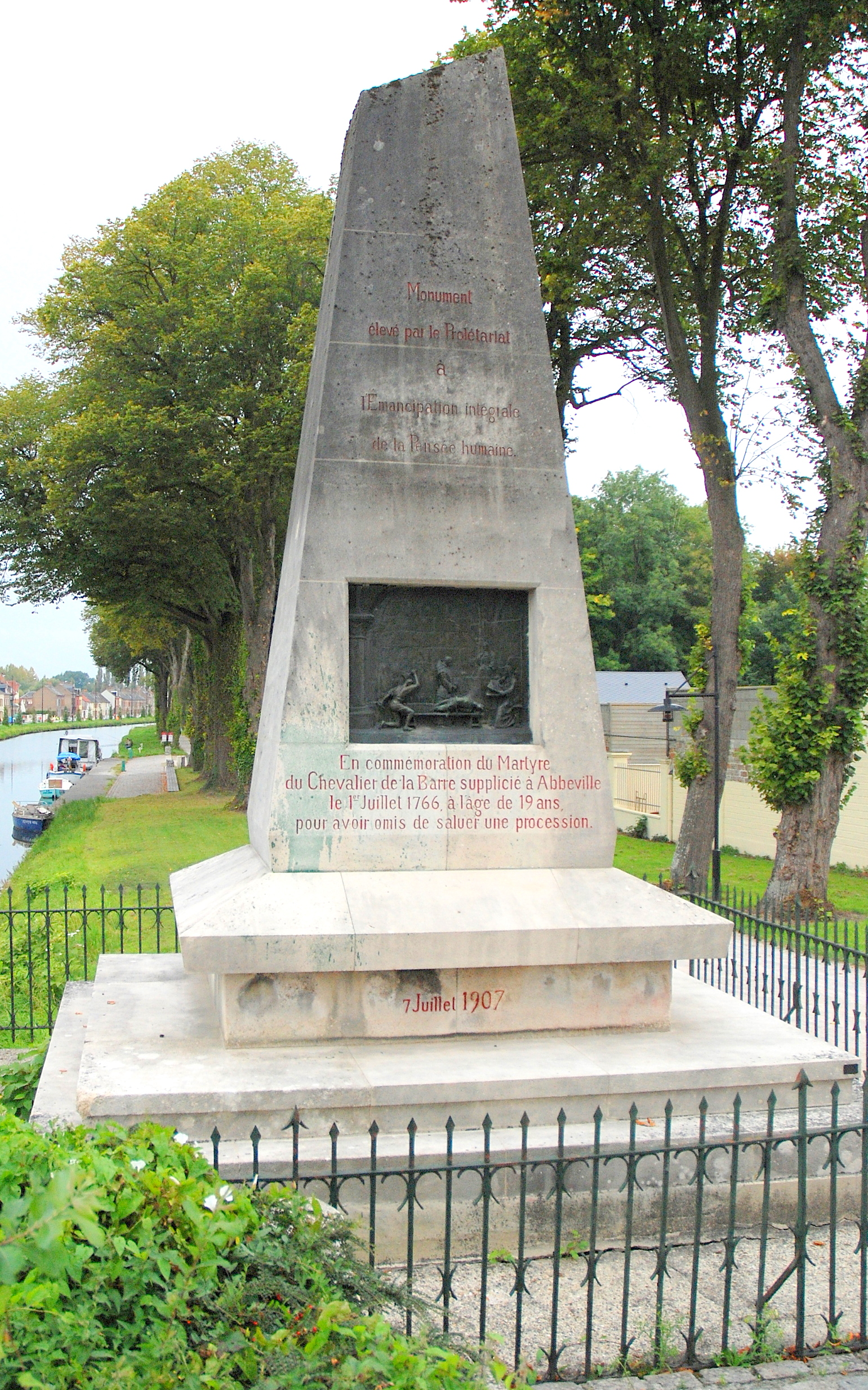
Denkmal für Jean-François Lefèbvre in Abbeville

- 01. Juli: Jean-François Lefèbvre, chevalier de la Barre, französischer Adeliger und Opfer eines religiös motivierten Justizmordes (* 1745)
- 02. Juli: Sophie Caroline von Camas, deutsche Adelige und Vertraute Friedrichs des Großen (* 1686)
- 09. Juli: Jonathan Mayhew, britisch-nordamerikanischer unitarischer Theologe und politischer Autor (* 1720)
- 11. Juli: Johann Gottfried Biedermann, Genealoge für den fränkischen Raum (* 1705)
- 11. Juli: Elisabetta Farnese, Königin von Spanien (* 1692)
- 14. Juli: Franz Maximilian Kaňka, böhmischer Architekt (* 1674)
- 17. Juli: Giuseppe Castiglione, italienischer Jesuit, Missionar und Maler in China (* 1688)
- 17. Juli: Barthold Fritze, deutscher Erfinder, Tasteninstrumentenbauer und Musiktheoretiker (* 1697)
- 12. August: Gustav Friedrich Gebser, kursächsischer Beamter (* 1694)
- 24. August: Friedrich Wilhelm Otte, Eckernförder Großkaufmann, Reeder, Unternehmer, Politiker und Diplomat (* 1715)
- 27. August: Heinrich Andreas Koch, braunschweigischer Jurist und Historiker (* 1707)
- 01. September: Peter Anich, Tiroler Geodät, Kartograf und Astronom sowie Konstrukteur von Sonnenuhren und Globen (* 1723)
- 05. September: Markus Hansiz, österreichischer Jesuit und Historiker (* 1683)
- 06. September: Archibald Bower, schottischer Jesuit, Protestant, Historiker und Philosoph (* 1686)
- 20. September: Justina Catharina Steffan von Cronstetten, Frankfurter Patrizierin und Stifterin (* 1677)
- 20. September: Franz Ignaz Albert von Werdenstein, katholischer Geistlicher, Domherr sowie Generalvikar und Weihbischof in Freising (* 1697)
- 24. September: Johann Hencke, österreichischer Orgelbauer (* 1697)
- 25. September: Michael Christoph Emanuel Hagelgans, deutscher Maler (* 1725)
- 26. September: Giulio Carlo Fagnano dei Toschi, italienischer Mathematiker (* 1682)
- 29. September: Caspar Bernet, Bürgermeister in St. Gallen (* 1698)
- 30. September: Marie-Victoire de Noailles, französische Adelige (* 1688)

### Viertes Quartal
- 02. Oktober: Jacques Hardion, französischer Historiker, Übersetzer und königlicher Bibliothekar (* 1686)
- 06. Oktober: Jean Desgrouais, französischer Romanist, Sprachpurist und Lexikograf (* 1703)
- 07. Oktober: André Chéron, französischer Komponist, Cembalist, Organist und Dirigent (* 1695)
- 08. Oktober: Carl Friedrich Richter, Berliner Baumeister und Architekt (* 1701)
- 27. Oktober: Johann Georg Wolcker, deutscher Maler (* 1700)
- 31. Oktober: Franz von Som, Hamburger Jurist und Archivar (* 1688)
- 02. November: Matthäus Vogel, deutscher Jesuitenpater, Volksmissionar und religiöser Schriftsteller (* 1695)
- 03. November: Thomas Abbt, deutscher Schriftsteller und Philosoph (* 1738)
- 05. November: Christian Ernst von Windheim, preußischer evangelischer Theologe und Orientalist (* 1722)
- 06. November: Unico Wilhelm van Wassenaer, niederländischer Adliger, Diplomat und Komponist (* 1692)
- 07. November: Jean-Marc Nattier, französischer Maler (* 1685)
- 11. November: Peter Joseph von Buschmann, Domherr und Domkapitular in Köln (* 1704)
- 11. November: Charlotte Wilhelmine von Anhalt-Bernburg-Schaumburg-Hoym, paragierte Landgräfin von Hessen-Philippsthal-Barchfeld (* 1704)
- 11. November: Friedrich von Schleswig-Holstein-Sonderburg-Glücksburg, königlich dänischer General (* 1701)
- 12. November: Lukas Anton van der Auwera, fränkischer Bildhauer (* 1710)
- 13. November: Nikolaus Friedrich Stöhr, deutscher Pädagoge und lutherischer Theologe (* 1706)
- 16. November: Dominikus Zimmermann, kurbayerischer Stuckateur und Baumeister (* 1685)
- 17. November: Christian Carl Reinhard von Leiningen-Dagsburg, deutscher Adeliger, Herr von Broich (* 1695)
- 23. November: Ernestine Eleonore Reuß zu Ebersdorf, deutsche Pietistin und Mitglied der Herrnhuter Brüdergemeine (* 1706)
- 24. November: Thomas Chilcot, englischer Komponist und Organist (* wahrscheinlich 1707)
- 25. November: Johann Maria Farina, italienischer Parfümeur und Schöpfer des Original Eau de Cologne (* 1685)
- 27. November: Juan Francisco de Güemes y Horcasitas, spanischer Offizier, Kolonialverwalter, Gouverneur von Kuba und Vizekönig von Neuspanien (* 1681)
- 12. Dezember: Johann Christoph Gottsched, deutscher Schriftsteller, Dramaturg, Sprachforscher und Literaturtheoretiker (* 1700)
- 15. Dezember: Adam Stanislaus Grabowski, Fürstbischof von Ermland (* 1698)
- 15. Dezember: Carlo Tessarini, italienischer Violinist und Komponist (* 1690)
- 20. Dezember: Giorgio Massari, venezianischer Architekt (* 1687)
- 24. Dezember: Elisabeth von Sachsen-Meiningen, Äbtissin des kaiserlich freien weltlichen Reichsstifts von Gandersheim (* 1681)

### Genaues Todesdatum unbekannt
- Felix Joseph de Abreu y Bertodano, spanischer Botschafter in Großbritannien (* 1721)
- Pierre-Antoine-Joseph Du Monchaux, französischer Arzt und Schriftsteller (* 1733)
- Francesco Ferrigno, sizilianischer Architekt (* 1686)
- Hazin Lahiji, iranischer Dichter und Gelehrter (* 1692)
- Franz Anton Palko, schlesisch-österreichischer Maler (* 1717)
- Johann Philipp Praetorius, deutscher Librettist (* 1696)